# Priniàs
Priniàs (en grec Πρινιάς) és una ciutat dins la prefectura de Càndia, situada a la zona central de l'illa de Creta. La ciutat és un suburbi de la propera Agia Varvara, de la qual depén administrativament. El llogaret, que presenta un aspecte semblant al que tenia a principis del segle xx, s'escampa al voltant de l'església dedicada a Agios Georgios (sant Jordi) i s'estén per una àrea de 500 m de llarg i poc més de 200 m d'ample. Les cases són molt diferents les unes de les altres i pertanyen a diferents èpoques, i hi predominen les construccions modernes. A més de l'església principal n'hi ha una altra oberta al 1961, i és un altre lloc de culte ortodox als afores del poble que s'estén en direcció nord-sud.
L'economia no està massa desenvolupada. N'és sobretot agrícola; també s'hi obté energia elèctrica gràcies a l'eòlica produïda en la central propera a l'església dels afores de la ciutat d'Agia Irini (santa Irene), situada a més de 850 m d'altitud, i també hi destil·len raki. Té gran quantitat de troballes arqueològiques que l'envolten: l'antiga ciutadella de Rizenia a Patela (Πατέλλα en grec, és a dir, l'altiplà), la necròpoli i Mandra de Gipari, on es trobava la zona dels terrissers.
A Patela també hi ha el temple gregoortodox d'Agios Panteleimon (sant Pantaleó de Nicomèdia), destinació de moltes peregrinacions.

## Patela

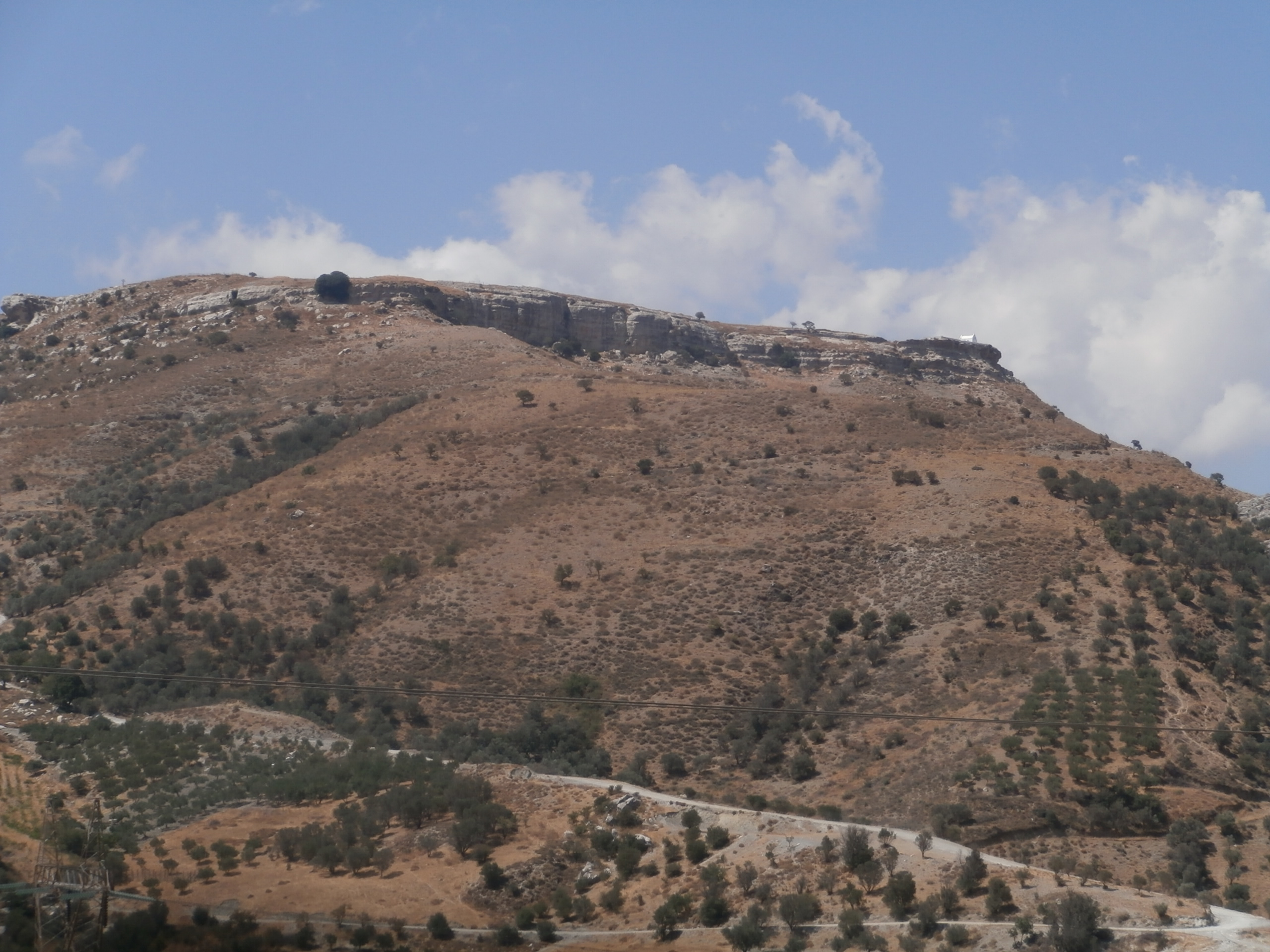
Patela

### Rizenia
El lloc més important es diu Patela i és a uns dos quilòmetres de distància en un altiplà que es creu que va ser l'antiga Rizenia (o Rizinia, Ριζηνία en grec). Frederic Halbherr identificà el jaciment al 1894 als vessants orientals de Psiloritis i fou publicat per Luigi Pernier després de realitzar-ne els descobriments més importants entre 1906 i 1908. Les tres campanyes d'excavacions acabaren amb la troballa dos temples protoarcaics (anomenats A i B) i una fortalesa de finals de l'època clàssica- hel·lenística.
Des de 1969 s'hi han realitzat excavacions arqueològiques per un equip de la Universitat de Catània dirigit fins al 2005 per Giovanni Rizza i després per Darío Palerm. L'Istituto per i beni archeologici i monumentali també participa en la recerca científica del lloc des del 1984.
La importància del jaciment és universalment coneguda perquè la ciutat ha presentat una continuïtat d'assentament al llarg de l'edat fosca i conté petjades de fins al període hel·lenístic, època en què es va construir una fortificació a la part oriental del turó.
L'exploració de la ciutat s'ha efectuat sobretot al sud-est de Patela, a l'est dels temples A i B descoberts per Pernier i a la terrassa de l'extrem sud de l'altiplà, que es caracteritza per edificis irregulars que s'estenen en direcció est-oest i carrers que semblen seguir les ondulacions del terreny.
En la seua darrera instal·lació, que data dels segles vii i viii ae, la ciutat es caracteritza pels carrers regulars que delimiten illes grans. També s'hi descobrí un tercer edifici del temple (Temple C), que se situa cronològicament en el període de transició entre els temples A i B. A més a més, hi han aparegut restes d'un santuari protoarcaic. Les restes més recents pertanyen a la fase d'abandó, immediatament anterior a la destrucció dels edificis i es data del voltant de mitjan segle VI ae, mentre que els materials i les restes més antigues pertanyen al segle XIII ae. Al 2007 es van descobrir noves dades sobre els cultes practicats quan isqueren a la llum tres pilars que es podrien identificar amb una tríada divina (és una deïtat anicònica, —és a dir, sense imatge— representada pels pilars).

### Temple A
El temple A (del voltant del 625-620 ae), el trobà i identificà Pernier en les seues campanyes d'excavació. L'estructura consta d'una naos senzilla amb una entrada in antis, i aquesta forma d'edifici s'anomena oikos. El sostre devia sostenir-se per dues columnes de fusta en sentit longitudinal, els fonaments del qual, de pedra, són encara visibles, al voltant del qual es farien rituals oficiats amb foc (donada la presència de cendra dins d'una mena de fogó rectangular).
La seua gran importància prové del fet que és un dels més antics exemples de temple grec i un punt de referència únic per a comprendre la formació d'escultures en els temples grecs. El temple estava decorat per un fris de genets i dues figures femenines assegudes sobre un arquitrau decorat en relleu (en què està esculpida, en una mena de nínxol, una figura femenina dempeus, potser la dea Rea o Àrtemis). Encara hi ha controvèrsia sobre la col·locació a l'edifici d'aquesta decoració des de la primera reconstrucció proposada pels arqueòlegs italians al 1914, que s'exposa al Museu de Càndia. Alguns autors fan una comparació amb la Dama d'Auxerre, del període entre 650 i 625 ae, que es conserva al el Museu del Louvre, a París.
Durant les recerques efectuades en els darrers anys hi ha hagut noves troballes de restes d'escultures.

### Dipòsit d'ofrenes
Al 1899 Halbherr trobà, al nord-est dels temples A i B, objectes del període minoic tardà III, que pertanyien a un dipòsit d'ofrenes. Les troballes eren fragments de figuretes d'argila d'una divinitat femenina (la imatge és coneguda com la Dea de Gazi) amb els braços alçats i quatre exemplars del tipus snake tube, típic objecte sagrat de l'època.
Al 1906 Luigi Pernier reprén l'excavació i hi obri nou rases. En l'octava excava fins a una profunditat d'un mig metre i troba un "dipòsit d'ídols", consistent en un grup d'estàtues i fragments. Són interessants dos caps en alt relleu amb perruca egípcia d'estil dedàlic.
Al 1996 la missió dirigida pel professor Giovanni Rizza explora la zona de l'extrem oriental de Patela, i trau a la llum restes d'edificis totalment destruïts. Entre aquests destaca una gran eschara (llar) rectangular, encaixada a la roca. Altres materials destacats són un cap d'argila del període minoic tardà III, tres trossos d'una faldilla cilíndrica de la dea Gazi, un fragment d'una pota d'un animal fantàstic i una figura d'argila d'un altar amb finestra.
El professor Darío Palerm suposa que "el dipòsit d'ofrenes data de finals de l'edat del bronze i que la posició del lloc de culte, elevada i panoràmica, correspon a la tradició dels santuaris minoics".
Es considera que la interrupció dels cultes en aquesta àrea degué produir-la la construcció del temple dedicat a una dea femenina (potser Àrtemis), que hauria suplantat la primitiva deïtat minoica.

### Agios Panteleimon
A la rodalia de Patela, a més a més de l'excavació, hi ha el petit temple d'Agios Panteleimon (Άγιος Παντελεήμον en grec), construït sobre el bec més alt i en l'altiplà nord.
Cada any una multitud de fidels s'aplega la tarda del 26 i el matí del 27 de juliol, durant la festa del sant. Es comença amb les vespres a la tarda del 26 i es continua amb la benedicció del pa típic, assaonat amb canyella i clau d'olor i després es reparteix.
Per arribar-ne al cim, cal creuar -en condicions d'alt risc i en la foscor de la nit- una senda situada al llarg de la riba nord, cap a un precipici.

## Altres llocs

### Necròpoli
Als voltants n'ha sortit a la llum l'antiga necròpoli, datada del mateix període de vida de la ciutat i explorada entre 1969 i 1978.
Se n'han identificat tres fases:
- La primera, en què es practicava la incineració dins de pous ovalats excavats a la roca, a la fi de l'època minoica tardana C.

- Una segona etapa, en part paral·lela, caracteritzada per la inhumació en tombes en forma de tolos i la presència de tombes de cavalls.

- En acabant, una sèrie de sepultures de restes incinerades entre el període geomètric i l'orientalitzant, en recipients d'argila coberts amb pedres, acompanyats d'una sèrie d'esteles funeràries.[13]

### Mandra de Gipari
Just enfront del turó de Rizenia es troba Mandra de Gipari, on van sorgir els antics tallers de terrissers. Aquesta troballa ha revelat importants dades tècniques sobre el funcionament dels forns i, gràcies al descobriment del "forn de residus", s'ha pogut determinar quines formes es produïen als tallers i quines eren les àrees de destinació dins la ciutat. Entre altres coses, la identificació de l'anomenat pintor de Priniàs, autor d'alguns atuells trobats a la necròpoli, ha afegit un element més al fosc període que hi hagué entre el període neopalacial i les primeres activitats de l'art de l'antiga Grècia.